# Acidicapsa
Acidicapsa es un género de bacterias gramnegativas de la familia Acidobacteriaceae. Fue descrito en el año 2012. Su etimología hace referencia a célula ácida cubierta por una cápsula. Son bacterias aerobias y de movilidad variable. Se encuentran en ambientes ligeramente ácidos como suelos y aguas.

## Taxonomía
Actualmente existen 6 especies descritas:
- Acidicapsa acidiphila
- Acidicapsa acidisoli
- Acidicapsa borealis
- Acidicapsa dinghuensis
- Acidicapsa ferrireducens
- Acidicapsa ligni